# Зонтаг, Карл
Карл Зонтаг (нем. Karl Sontag; 7 января 1828, Берлин — 23 июня 1900, Дрезден) — немецкий актёр, брат певицы Генриетты Зонтаг.

## Биография
Опубликовал свои театральные воспоминания: «Vom Nachtwächter bis zum türk. Kaiser» (4 изд., 1878). Его пьеса: «Frauenemanzipation» (1875) с успехом обошла все германские сцены.